# Ricardo Bescansa
Ricardo Bescansa Martínez (Santiago di Compostela, 12 marzo 1912 – Santiago di Compostela, 3 novembre 1986) è stato un imprenditore spagnolo.

## Biografia
Figlio primogenito di Ricardo Bescansa Castilla e Felisa Martínez Sampelayo.
Si è laureato in Farmacia presso l'Università di Santiago di Compostela nel 1933. Un viaggio a Lisbona ha scoperto la televisione e dal 1955 ha iniziato a testare le antenne. Nel 1958 ha creato con Amador Beiras la compagnia Televes, e ha iniziato la vendita di dispositivi di ricezione del segnale.
Fu presidente della Real Sociedad Económica de Amigos del País de Santiago (1981-1986) e zio della politica Carolina Bescansa.